# الرفصة (ردفان)

تعديل مصدري - تعديل

الرفصـة هي إحدى قرى عزلة الحبيلين بمديرية ردفان التابعة لمحافظة لحج، بلغ تعداد سكانها 98 نسمة حسب تعداد اليمن لعام 2004.